# Il mago per forza
Pour plus de détails, voir Fiche technique et Distribution.
Il mago per forza est un film italien de Vittorio Metz, Marino Girolami et Marcello Marchesi, sorti en 1951.

## Fiche technique
- Titre français : Il mago per forza
- Réalisation : Vittorio Metz, Marino Girolami et Marcello Marchesi
- Scénario : Vittorio Metz, Marino Girolami et Marcello Marchesi
- Pays d'origine : Italie
- Genre : comédie
- Date de sortie : 1951

## Distribution
- Tino Scotti : Cavaliere
- Isa Barzizza : Perla
- Aroldo Tieri : Mago Trapani
- Adriano Rimoldi
- Dorian Gray
- Franco Volpi
- Mario Pisu
- Vittorio Sanipoli
- Sophia Loren
- Arturo Bragaglia
- Mario Siletti